# Dobronyi Béla
Dobronyi Béla, (1885. – Budapest, 1911. április 25.) labdarúgó, kapus.

## Pályafutása
1905 és 1909 között volt a Ferencváros játékosa, ahol három bajnoki címet szerzett a csapattal. A Fradiban 28 mérkőzésen szerepelt (16 bajnoki, 6 nemzetközi, 6 hazai díjmérkőzés).

## Sikerei, díjai
- Magyar bajnokság
  - bajnok: 1905, 1906–07, 1909–10
- Ezüstlabda
  - győztes: 1906